# 徐賁 (作家)
徐贲（1950年—），男，江苏苏州人，美国加州圣玛利学院英文系教授，复旦大学社会科学高等研究院兼职教授。

## 生平
1950年出生于一个知识分子家庭。1977年考入苏州大学，硕士毕业后留校任教。1985年考取复旦大学英文系博士，几个月后赴美国马萨诸塞大学就读，1991年获英语文学博士。现为美国加州圣玛利学院英文系教授，教授文学和文学理论。
提倡民主、法制、公民教育。曾经多年在《南方周末》的自由谈等欄目發表文章，評論新聞及公共議題，推廣普世價值及自由民主。截至2017年3月30日，其在《南方周末》的文章均已刪除。現時常在端傳媒發表文章。

## 观点
徐贲认为，需要避免用浪漫情調的群體親密感、或者血缘感去設想群體的認同。現代中國成員的身份應當是中國公民，不是新浪漫主義的老百姓，也不是炎黃子孫。現代政治文化參與之所以重要，是因為它使人們建立一種公民之間的文化開明(civility)和團結(solidaridy)觀念。在《論黑暗時期的人性》一文中，阿倫特說：尋找親密和親情，這是被排斥在公共領域之外的群體的特徵，對於纳粹統治下的猶太人，這種親密性的代價是世界的失落(worldlessness)，而這種表現是“因為共同可見世界的失落而尋找的心理補償。親情至密不是政治性的人際觀係，也不是政治性聯係的扭帶。真正的政治扭带只能是公民友誼和休戚與共的團結，訴諸家人、血缘情誼，說明群體缺乏基礎公民友誼和團結，群體成員也會喪失公眾價值判斷的獨立」。

## 家庭
父亲徐干生毕业于武汉大学外文系，作家。

## 著作
著作包括Situational Tensions of Critic－Intellectuals（1992）、Disenchanted Democracy（1999）、《走向后现代和后殖民》（1996）、《文化批评往何处去》（1998）、《知识分子和公共政治》、《人以什么理由来记忆》（2008）、《统治与教育：从国民到公民》（牛津大学出版社，2012）等。
- 《走向后现代和后殖民》（1996）
- 《文化批评往何处去：八十年代末后的中国文化讨论》（1998, 2011）
- 《知识分子：我的思想和我们的行为》（2005）
- 《人以什么理由来记忆》（2008）
- 《通往尊严的公共生活：全球正义和公民认同》（2009）
- 《在傻子和英雄之间：群众社会的两张面孔》（2010）
- 《什么是好的公共生活》（2011）
- 《统治與教育：從國民到公民》（牛津大学出版社，2012）
- 《怀疑的时代需要怎样的信仰》（2013）
- 《政治是每个人的副业》（2013）
- 《明亮的对话——公共说理十八讲》（2014）
- 《阅读经典：美国大学的人文教育》（2015）
- 《经典之外的阅读》（2018）
- 《暴政史：二十世紀的權力與民眾》（2020）[5]
- 《与时俱进的启蒙》（2021）
- 《批判性思维的认知与伦理》（2021）
- 《人文启蒙的知识传播原理》（2022）
- 《西方人文经典讲演录》（2024）